# Mostra (senyal)
Una mostra és el valor numèric que representa l'amplitud d'un senyal en un instant de temps. Aquest valor és una aproximació del que pren realment el senyal, ja que la resolució de la mostra, ens limita la precisió amb què podem capturar-los. La captura dels valors ens permet processar-los matemàticament mitjançant elements electrònics amb els quals podem realitzar funcions tals com el filtratge d'un senyal.
Un exemple comú és la conversió d'una ona de so (un senyal de temps continu) a una seqüència de mostres (un senyal de temps discret).
Amb la mostra es refereix a un valor o un conjunt de valors en un punt en el temps i/o a l'espai.
Un mostreig és una operació que extreu mostres d'un senyal continu. Un mostrejador ideal teòric produeix mostres equivalents al valor instantani del senyal continu en els punts desitjats.